# Takudzwa Chimwemwe
Takudzwa Chimwemwe (Harare, 26 ottobre 1992) è un calciatore zimbabwese, difensore dello Nkana e della nazionale zimbabwese.

## Carriera

### Nazionale
Debutta con la nazionale zimbabwese il 16 novembre 2014 scendendo in campo nell'amichevole persa 2-1 contro le Marocco.
Nel 2021 viene convocato per la Coppa delle nazioni africane 2021.

## Statistiche
Statistiche aggiornate al 30 dicembre 2021.

### Cronologia presenze e reti in nazionale
| Cronologia completa delle presenze e delle reti in nazionale ― Zimbabwe | Cronologia completa delle presenze e delle reti in nazionale ― Zimbabwe | Cronologia completa delle presenze e delle reti in nazionale ― Zimbabwe | Cronologia completa delle presenze e delle reti in nazionale ― Zimbabwe | Cronologia completa delle presenze e delle reti in nazionale ― Zimbabwe | Cronologia completa delle presenze e delle reti in nazionale ― Zimbabwe | Cronologia completa delle presenze e delle reti in nazionale ― Zimbabwe | Cronologia completa delle presenze e delle reti in nazionale ― Zimbabwe |
| Data                                                                    | Città                                                                   | In casa                                                                 | Risultato                                                               | Ospiti                                                                  | Competizione                                                            | Reti                                                                    | Note                                                                    |
| ----------------------------------------------------------------------- | ----------------------------------------------------------------------- | ----------------------------------------------------------------------- | ----------------------------------------------------------------------- | ----------------------------------------------------------------------- | ----------------------------------------------------------------------- | ----------------------------------------------------------------------- | ----------------------------------------------------------------------- |
| 16-11-2014                                                              | Agadir                                                                  | Marocco                                                                 | 2 – 1                                                                   | Zimbabwe                                                                | Amichevole                                                              | -                                                                       | 88’                                                                     |
| 11-10-2020                                                              | Blantyre                                                                | Malawi                                                                  | 0 – 0                                                                   | Zimbabwe                                                                | Amichevole                                                              | -                                                                       |                                                                         |
| 25-3-2021                                                               | Francistown                                                             | Botswana                                                                | 0 – 1                                                                   | Zimbabwe                                                                | Qual. Coppa d'Africa 2021                                               | -                                                                       |                                                                         |
| 29-3-2021                                                               | Harare                                                                  | Zimbabwe                                                                | 0 – 2                                                                   | Namibia                                                                 | Qual. Coppa d'Africa 2021                                               | -                                                                       |                                                                         |
| 3-9-2021                                                                | Harare                                                                  | Zimbabwe                                                                | 0 – 0                                                                   | Sudafrica                                                               | Qual. Mondiali 2022                                                     | -                                                                       |                                                                         |
| 7-9-2021                                                                | Bahar Dar                                                               | Etiopia                                                                 | 1 – 0                                                                   | Zimbabwe                                                                | Qual. Mondiali 2022                                                     | -                                                                       |                                                                         |
| 11-11-2021                                                              | Johannesburg                                                            | Sudafrica                                                               | 1 – 0                                                                   | Zimbabwe                                                                | Qual. Mondiali 2022                                                     | -                                                                       |                                                                         |
| 14-11-2021                                                              | Harare                                                                  | Zimbabwe                                                                | 1 – 1                                                                   | Etiopia                                                                 | Qual. Mondiali 2022                                                     | -                                                                       | 65’                                                                     |
| 10-1-2022                                                               | Bafoussam                                                               | Senegal                                                                 | 1 – 0                                                                   | Zimbabwe                                                                | Coppa d'Africa 2021                                                     | -                                                                       |                                                                         |
| Totale                                                                  |                                                                         | Presenze                                                                | 9                                                                       |                                                                         | Reti                                                                    | 0                                                                       |                                                                         |